# Difosgène
Il difosgène (o tricloro-metil-cloroformiato) è un composto organico liquido oleoso incolore avente formula ClCO2CCl3.
Venne usato come aggressivo chimico asfissiante durante la prima guerra mondiale.